# Witalij Polanski (judoka)
Witalij Ołeksandrowycz Polanski (ukr. Віталій Олександрович Полянський, ur. 26 stycznia 1981) – ukraiński judoka. Olimpijczyk z Aten 2004, gdzie odpadł w eliminacjach w wadze ciężkiej.
Uczestnik mistrzostw świata w 2005 i 2007. Startował w Pucharze Świata w latach 2000, 2001, 2003-2009. Brązowy medalista uniwersjady w 2007 roku.

## Letnie Igrzyska Olimpijskie 2004
| Konkurencja | Eliminacje               | Eliminacje               | Repasaże             | Klas. końcowa |
| Konkurencja | Przeciwnik I             | Przeciwnik II            | Przeciwnik I         | Miejsce       |
| ----------- | ------------------------ | ------------------------ | -------------------- | ------------- |
| +100 kg     | Islam El-Shehaby (EGY) Z | Paolo Bianchessi (ITA) P | Kim Sung-bum (KOR) P | III runda.    |